# Nick Park
Nicholas Wulstan Park, CBE (født 6. december 1958) er en fire-dobbelt Oscar-vindende engelsk filmskaber af stop-motion animation, bedst kendt som skaberen af Walter og Trofast. Han er blevet nomineret til en Oscar fem gange og har vundet fire gange (tabte den femte til en anden af sine egne film).
Nick Park blev født i Preston i Lancashire, England, og gik på Cuthbert Mayne High School (nu Our Lady's Catholic High School). Han var meget interesseret i at tegne tegneserier. Han studerede "Communication Arts" ved Sheffield Polytechnic (nu Sheffield Hallam University) og gik derefter til National Film and Television School, hvor han begyndte at lave den første Walter og Trofast film, Den Store Udflugt.
I 1985 blev han ansat i Aardman Animations i Bristol, hvor han arbejdede som animator på kommercielle produkter (deriblandt en video til Peter Gabriel's "Sledgehammer"). Han deltog også i animeringen af Pee-wee's Playhouse. Ved siden af alt dette færdiggjorde han endelig Den Store Udflugt, og mens den blev finpudset lavede han Creature Comforts som sit bidrag til en serie af kortfilm kaldet "Lip Synch". Creature Comforts matchede animerede dyr fra zoologisk have med et lydspor af mennesker som snakker om deres hjem. De to film blev nomineret til en række priser; A Grand Day Out slog Creature Comforts i BAFTA, men det var Creature Comforts som indbragte Park sin første Oscar.
To yderligere Walter og Trofast kortfilm, De Forkerte Bukser (1993) og På et hængende hår (1995), fulgte, og vandt en Oscar hver. Han lavede derefter sin første storfilm, Flugten fra Hønsegården (2000), co-instrueret med Aardman grundlæggeren Peter Lord. Han overvågede også en ny serie af "Creature Comforts" film til britisk tv i 2003. 
Hans anden storfilm og første storfilm med Walter og Trofast, Walter og Trofast - Det Store Grøntsagskup, blev udgivet 5. oktober 2005, og blev rost af anmelderne. Filmen blev belønnet med Best Animated Feature Oscar ved Oscaruddelingen 6. marts 2006. 
10. oktober 2005 udbrød der brand i Aardman Animations' arkiver. Branden ødelagde størstedelen af Park's kreationer, deriblandt modellerne og scenerne brugt i Flugten fra Hønsegården. Nogle af de oprindelige Walter og Trofast modeller og scener var dog andetsteds, og overlevede.